# Chankillo
Chankillo è un antico complesso monumentale nel deserto costiero del Perù, nella valle di Casma, dipartimento di Ancash. Le rovine rimaste sono l'osservatorio solare (Tredici Torri) e le zone residenziali. Le Tredici Torri vennero forse costruite nel quarto secolo a.C.
Il sito copre circa quattro chilometri quadri di terreno, e si crede che fosse un tempio fortificato occupato a partire dal quarto secolo a.C.

## L'osservatorio
Le Tredici Torri di Chankillo vanno da nord a sud lungo una parete di una collina e sono separate da una distanza regolare, formando una struttura somigliante a una dentatura. Da est a ovest la lunghezza totale del complesso è intorno ai 300 metri, i cui limiti corrispondono più o meno ai punti dove il sole sorge e dove cala durante l'anno. Questo fa supporre che alcune attività delle persone che abitavano la città fossero regolate da un calendario solare.

## Galleria d'immagini

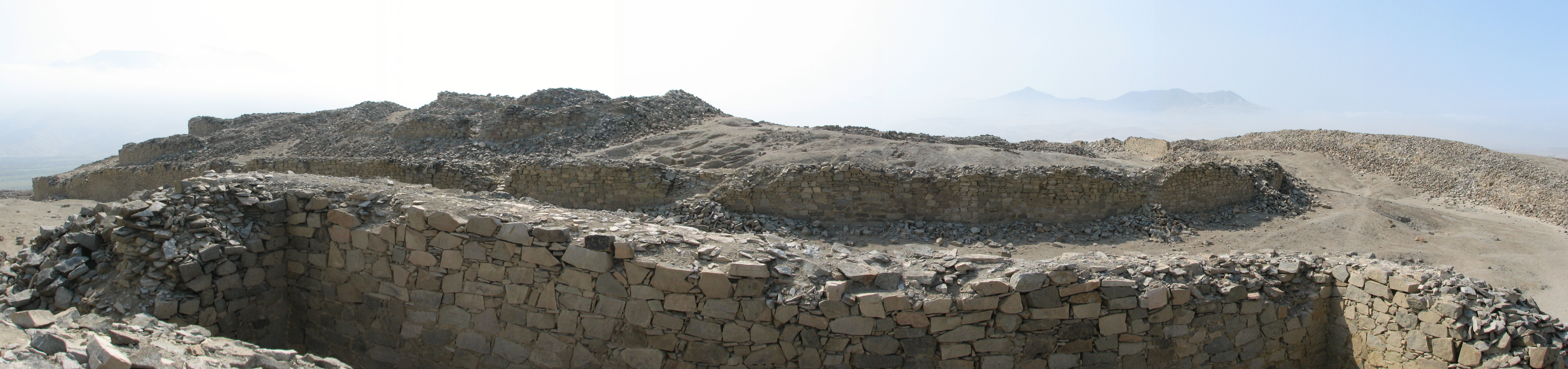
Panoramica di Chankillo in Perù.